# كامينيا
كَمِنية أو كمنيا أو (نقحرة: كامينيا) (بالبرتغالية: Caminha) هي بلدية في الشمال الغربي من البرتغال على بعد 21 كيلومترا إلى الشمال من فيانا دو كاستيلو، وتقع في منطقة فيانا دو كاستيلو.
البلدية لديها مساحة إجمالية قدرها 137.4 كيلومتر مربع و16,839 نسمة (2006).
وتنقسم إلى 20 أبرشية، من بينهم فيلا برايا دي أنكورا، مولييدو، وفيلار دي موروس. والأخيرة معروفة بأقدم مهرجان روك في البرتغال. مقر البلدية في بلدة (أو فيلا في البرتغالية) كمنية بسكان تعدادهم 2500 نسمة.
رئيسة البلدية الحالي هي جوليا بولا بيريس بيريرا دا كوستا، التي انتخبت من قبل الحزب الاشتراكي الديمقراطي.
عطلة البلدية هي عيد الفصح.

## أعلام
- خوسيه بورتو
- خوسيه فييرا